# Kapturnik morski
Kapturnik morski, kapturnik, kapturzak (Cystophora cristata) – gatunek drapieżnego ssaka morskiego z rodziny fokowatych (Phocidae). Płetwonóg ten zamieszkuje północną część Oceanu Atlantyckiego, sezonowo jego zasięg rozciąga się na północ do Oceanu Arktycznego i na południe do Morza Północnego. Samice osiągają długość do 220 cm i masę ok. 200 kg, samce dorastają do 270 cm przy maksymalnej masie 400 kg. Cechą charakterystyczną zwierzęcia jest jego worek skórny nad nosem i górną częścią głowy u samców („kaptur”), dodatkowo poprzez zamknięcie prawej przegrody nosowej osobniki płci męskiej mogą nadymać pęcherz barwy od brązowawej po jaskrawoczerwoną – służy on do popisów godowych. Futro dorosłych osobników jest srebrzystobiałe w nieregularne ciemne plamy, młode mają wierzch ciała ciemnoszaroniebieski, a jego spód kremowobiały. Kapturnik morski odżywia się głównie rybami, także i bezkręgowcami. Po ciąży trwającej 240–250 dni samica rodzi jedno młode; okres karmienia u tego ssaka jest najkrótszy spośród wszystkich przedstawicieli gromady – trwa on, wedle różnych źródeł, tylko 4 dni lub od 5 do 12 dni. Po tym czasie młode zostaje pozostawione same sobie. Międzynarodowa Unia Ochrony Przyrody (IUCN) uznaje kapturzaka za gatunek narażony (VU). Całkowita liczba dorosłych osobników oszacowana jest na 340 000 sztuk, trend populacji nieznany.

## Budowa
Samce są dłuższe i cięższe niż samice. Długość ciała samic 200–220 cm, samców 250–270 cm; masa ciała samic około 200 kg, samców około 300 kg. Noworodki osiągają długość około 100 cm i masę 25 kg. Jednakże specjaliści FAO podają, że nowo narodzone foki mierzą od 87 do 115 cm, ważąc od 20 do 30 kg, a autorzy artykułu opublikowanego w czasopiśmie „Mammalian Species” wspominają o 10-kilogramowym noworodku. Wyjątkowo duże samce mogą osiągać masę 400 kg. Sierść dorosłych kapturników jest srebrzystoszara, pokryta nieregularnymi ciemnymi plamami i ciemnymi dolnymi partiami ciała. Część twarzowa bardzo ciemna, prawie czarna aż do regionu za oczami. Młode, określane w języku angielskim bluebacks, mają grzbiet ciemnoszaroniebieski i kremowobiały spód, choć inni opisują ubarwienie młodych osobników jako niebieskie na grzbiecie i srebrzystoszare na brzuchu. Przednie płetwy są ciemne, podobnie jak tylne. Na tle innych fokowatych kapturniki wyróżniają się największymi nozdrzami. Nad nosem i górną częścią głowy występuje worek skórny (rodzaj trąby), połączony z jamą nosową, zwierzę może go nadymać. Ssak może zamykać prawą przegrodę nosową i wówczas ukazuje na zewnątrz pęcherz o barwie od brązowawej po jaskrawoczerwoną. Te dwie cechy (trąba i pęcherz) warunkują dymorfizm płciowy, ponieważ są charakterystyczne wyłącznie dla samców. Gdy pęcherz nie jest nadmuchiwany, trąba zwisa nad górną wargą. Osobniki płci męskiej wykształcają swe „kaptury” w wieku 4 lat.
Gatunek określany jako duża foka, przypominająca swą charakterystyką mirungi (Mirounga). Osobniki obu płci odznaczają się swą ogólną masywnością, mają wielkie, szerokie oraz krótkie głowy. Trąba, wskutek nadymania pęcherza przez samca, może być równa długości głowy. Płetwy krótkie, kanciaste i lekko spiczaste, pierwszy palec płetwy długi. W skórze tego fokowatego, a szczególnie w płetwach, rozmieszczone są zespolenia tętniczo-żylne, które mogą odgrywać rolę w termoregulacji. W miejscu brwi i pyska znajdują się kępki sztywnych i krótkich włosów czuciowych (wibryssów). U młodych osobników są one ciemnej barwy, u dorosłych okazów pozostają jasne. U świeżo narodzonych fok stwierdza się podskórną warstwę tłuszczu grubości 2,5 cm. Warstwa termoizolacyjna utrzymuje się całorocznie, będąc różnej grubości w zależności od pory, kondycji rozrodczej i wieku osobnika; zdaje się, że najgrubsza jest w czasie linienia i rozrodu, lecz tłuszcz zawsze stanowi 25% całej masy zwierzęcia. Temperatura u tychże płetwonogich oscyluje w przedziale od 35,4 °C do 37,6 °C. Stwierdza się 2 sutki; rozwój gruczołów mlekowych u C. cristata przebiega na podobnej zasadzie co u innych ssaków. Gruczoły potowe i łojowe też obecne. Zdolność do długiego wstrzymywania oddechu pod wodą wiąże się z tolerancją na niedotlenienie (hipoksję); badania dowiodły, że dostarczanie tlenu do mózgu jest zwiększone dzięki dużemu rozgałęzieniu naczyń włosowatych.
Znanych jest 5 gatunków, które można pomylić z tym taksonem, a są to: fokowąs brodaty (Erignathus barbatus), lodofoka grenlandzka (Pagophilus groenlandicus), foka pospolita (Phoca vitulina), nerpa obrączkowana (Pusa hispida) i szarytka morska (Halichoerus grypus). Można je rozróżnić na podstawie wzoru futra, kształtu pyska i wielkości. Największe ryzyko pomyłki istnieje w przypadku lodofoki grenlandzkiej (w wodzie) i fokowąsa brodatego (na lądzie), ale ta pierwsza jest mniejsza i ma unikatowy wzór na ciele, a ciało fokowąsa jest duże z małą głową, ma też duże skupienia wibryssów utworzonych z włosów zatokowych, przywodzących na myśl brodę.
Kapturnik morski ma liczbę chromosomów 2n = 34; wszystkie chromosomy kariotypu są sparowane i łatwo identyfikowane przez ich charakterystyczne wzory prążków. Zmienność genetyczna u tego gatunku pozostaje niska. Autosomy kapturnika wykazują niewielką ilość c-heterochromatyny, podobnie jest w przypadku innych fokowatych, u których garnitur chromosomowy przyjmuje wzór: 2n = 32. Serologia nie wykazała różnic w zawartości transferyn wśród osobników tego gatunku.
Wzór zębowy: I {\displaystyle {\tfrac {2}{1}}} C {\displaystyle {\tfrac {1}{1}}} PC {\displaystyle {\tfrac {5}{5}}} = 30. Formuła siekaczy jest wyjątkowa – w szczęce sytuują się dwa siekacze, w połówce żuchwy występuje jeden. Zęby ogólnie określane są jako małe, rząd zębów jako krótki. Zęby typu postcanine (oznaczane skrótowcem PC) są guzkowate; jak podawał m.in. John Edward Gray (1848), 4. i 5. taki ząb jest podwójnie ukorzeniony. Kły kapturników mają jasne i ciemne pasemka na cemencie, dzięki którym można ustalać wiek osobników.

## Systematyka
Gatunek po raz pierwszy zgodnie z zasadami nazewnictwa binominalnego opisał w 1777 roku niemiecki przyrodnik Johann Christian Polycarp Erxleben, nadając mu nazwę Phoca cristata. Miejsce typowe to południowa Grenlandia i Nowa Fundlandia. Holotyp fizycznie nie istnieje; Erxleben oparł swój opis na tekstach innych autorów – „Klamüts” Hansa Egede’a z 1741 roku, „Seal with a Cawl” Henry’ego Ellisa z 1748 roku, „Neitsersoak” Davida Cranza z 1765 roku, „Hooded seal” Thomasa Pennanta z 1771 roku i „Klappmütze” Johanna Christiana Daniela von Schrebera z 1776 roku. Jedyny przedstawiciel rodzaju kapturnik, który nazwał w 1820 roku szwedzki zoolog Sven Nilsson.
Często rozpoznawane są trzy różne stada rozrodcze C. cristata, ale analizy molekularne i morfologiczne sugerują jedną populację panmiksyjną. Autorzy Illustrated Checklist of the Mammals of the World nie rozpoznają podgatunków (gatunek monotypowy).

### Kladogram
Fragment kladogramu rodziny Phocidae z wyróżnieniem Cystophora cristata na podstawie analiz Scheela i współpracowników (2014):
|  | Histriophoca fasciata    |
|  |                          |
|  | Pagophilus groenlandicus |
|  |                          |

|  | Halichoerus grypus                             |
|  |                                                |
|  | \| \| Phoca \| \| \| \| \| \| Pusa \| \| \| \| |
|  |                                                |
|  | Phoca                                          |
|  |                                                |
|  | Pusa                                           |
|  |                                                |

|  | Phoca |
|  |       |
|  | Pusa  |
|  |       |

|  | Histriophoca fasciata    |
|  |                          |
|  | Pagophilus groenlandicus |
|  |                          |

|  | Halichoerus grypus                             |
|  |                                                |
|  | \| \| Phoca \| \| \| \| \| \| Pusa \| \| \| \| |
|  |                                                |
|  | Phoca                                          |
|  |                                                |
|  | Pusa                                           |
|  |                                                |

|  | Phoca |
|  |       |
|  | Pusa  |
|  |       |

|  | Histriophoca fasciata    |
|  |                          |
|  | Pagophilus groenlandicus |
|  |                          |

|  | Halichoerus grypus                             |
|  |                                                |
|  | \| \| Phoca \| \| \| \| \| \| Pusa \| \| \| \| |
|  |                                                |
|  | Phoca                                          |
|  |                                                |
|  | Pusa                                           |
|  |                                                |

|  | Phoca |
|  |       |
|  | Pusa  |
|  |       |

|  | Histriophoca fasciata    |
|  |                          |
|  | Pagophilus groenlandicus |
|  |                          |

|  | Halichoerus grypus                             |
|  |                                                |
|  | \| \| Phoca \| \| \| \| \| \| Pusa \| \| \| \| |
|  |                                                |
|  | Phoca                                          |
|  |                                                |
|  | Pusa                                           |
|  |                                                |

|  | Phoca |
|  |       |
|  | Pusa  |
|  |       |

### Etymologia
- Cystophora: gr. κυστη kustē „pęcherz”; -φορος -phoros „noszący”, od  φερω pherō „nosić, dźwigać”[33].
- Stemmatopus: gr. στεμμα stemma, στεμματος stemmatos „wieniec, korona”; πους pous, ποδος podos „stopa”[34].
- cristata: łac. cristatus „czubaty”, od crista „czub, pióropusz”[35].

## Rozmieszczenie geograficzne
Kapturnik morski występuje w północnym Oceanie Atlantyckim na dużych szerokościach geograficznych, od północno-wschodniej Kanady (Cieśnina Davisa na południe do Zatoki Świętego Wawrzyńca) po Grenlandię, Islandię, Jan Mayen i Svalbard; sezonowo jego zasięg rozciąga się na północ do Oceanu Arktycznego i na południe do Morza Północnego.
Gatunek występuje sympatrycznie wraz z lodofoką grenlandzką i wykazuje nawet podobną trasę wędrówek, co może być związane z paralelizmem ewolucyjnym. Mimo to oba gatunki nie konkurują ze sobą – różnią się swoją biologią.
Znany jest skąpy materiał kopalny przypisany do C. cristata. Van Benden (1876) opisał znalezione w okolicach Antwerpii plioceńskie skamieliny pod nazwą Mesotaria ambigua, dodatkowo przypuścił pokrewieństwo nowo ukutego gatunku z kapturnikiem morskim. Zaś Ray (1983) wspomniał o 3 znaleziskach z Ameryki Północnej; pierwsze obejmuje ząb, drugie jest reprezentowane przez 2 łopatki, dwie kości ramienne, a także kilka innych kości – znalezisko zostało zaakceptowane przez Raya jako należące do C. cristata, natomiast trzecia skamieniałość to fragment młodej kości piszczelowej, która według konkluzji Raya należy do foki pospolitej.

## Ekologia

Ilustracja przedstawiająca samca z nadymanym pęcherzem

Gatunek ten związany jest z dryfującym lodem (m.in. rodzi na nim młode).
Większość życia spędza na otwartym morzu i rzadko obserwuje się u niego hauling-out. Kapturniki nurkują przeważnie na głębokość 100–600 metrów, ale stwierdzono także zejścia na głębokość 1000 metrów. Pozostają pod wodą od 5 do 25 minut, inne publikacje (ADW) wspominają o maksymalnie 30 minutach nurkowania, a najdłuższe zanurzenie według IUCN trwało godzinę.
Z reguły prowadzą odosobnione życie, grupują się jedynie na czas linienia i rozrodu. Zaobserwowano także kohorty samic i młodych spoczywających na lodzie w lecie, choć przyczyna takiego zachowania pozostaje nieznana. Być może jest to powiązane z koncentracją pokarmu na danym terenie. W związku z samotniczym trybem życia nie stwierdzono konkurencji o terytorium ani walk o pozycję w hierarchii.
Kapturnik jest gatunkiem migrującym. Wiosną fokowate te gromadzą się w Zatoce Św. Wawrzyńca, Cieśninie Davisa i West Ice, podczas gdy w lato kierują się do północno- i południowo-wschodnich wybrzeży Grenlandii. Były obserwowane także poza typowym zasięgiem występowania – u wybrzeży Florydy, Karaibów, Wysp Kanaryjskich, Portugalii oraz Holandii. Odnotowano jedną samicę w pobliżu San Diego w Kalifornii, po zachodniej stronie kontynentu. Foki te są coraz powszechniejsze na Sable Island należącej do Kanady oraz wzdłuż wybrzeża Nowej Anglii i w rejonie rzeki Świętego Wawrzyńca, szczególnie w latach występowania silnej fragmentacji morskiej pokrywy lodowej.
Kapturniki morskie są zdolne do wydawania dobrze słyszalnych na lądzie ryków. Ważną rolę odgrywają także dźwięki wytwarzane za pomocną przydatków głowowych –  wydawane za ich pomocą wokalizacje o częstotliwości od 6 do 500 Hz są słyszalne na lądzie i w wodzie. Przypominają głośne gwizdy, wydawane poprzez pionowe potrząsanie kapturem i pęcherzem. Odgłosy te służą do wabienia samic, ale towarzyszą też mającemu na celu odstraszenie konkurentów nadymaniu worka skórnego. Samica odważnie broni swojego szczenięcia przed innymi fokowatymi oraz ludźmi; samce nie chronią potomstwa, jednak mogą przejawiać agresję wobec intruzów – jak wielokrotnie wspominali łowcy fok, mieli oni trudności w ich zabiciu.
Szacowana maksymalna długość życia tego fokowatego wynosi 35 lat (IUCN podaje 25–30 lat). Samce żyją krócej od samic, tak jak jest to spotykane u wielu innych zwierząt, u których występuje dymorfizm płciowy. Wskaźnik umieralności w dorosłej populacji wynosi od 7 do 15% na rok.
Pokarmem kapturnika są głównie ryby oraz bezkręgowce. Wśród ofiar tego zwierzęcia wymienia się karmazyny, takie jak karmazyn atlantycki (Sebastes norvegicus), gromadniki (Mallotus villosus), śledzie, halibuty czarne (Reinhardtius hippoglossoides), flądry, dorszowate, takie jak sajka (Boreogadus saida) czy dorsz atlantycki (Gadus morhua), dobijakowate, a wśród bezkręgowców takie jak Gonatus fabricii, ośmiornice (Octopoda), obunogi z rodzaju Themisto (syn. Parathemisto) oraz krewetki (Caridea). Wedle badań jesienią fokowate te odżywiają się w dużej mierze kałamarnicami (Teuthida), by w lecie zmienić główny składnik diety na ryby, w szczególności sajkę. Ponadto zakwit glonów oraz fitoplanktonu stanowi źródło aminokwasów; algi i fitoplankton są pokarmem dla roślinożerców, którzy z kolei są posiłkiem dla kapturników, będących na końcu łańcucha pokarmowego. Tłuszcze dostają się ostatecznie do ich organizmu, odkładając się w warstwie podskórnej – są one następnie wykorzystywane w okresie linienia i godów, kiedy to C. cristata nie szukają pokarmu. Wedle nowych badań samce preferują poszukiwać pokarmu tam, gdzie dno ma złożoną rzeźbę, a samice koczują blisko szelfu kontynentalnego, zatem istnieją różnice w preferencji środowiskowej między płciami.
W czasach współczesnych głównym wrogiem kapturnika morskiego jest człowiek rozumny, który poluje na niego w celu pozyskania tłuszczu i skór. Wśród innych drapieżników wymienia się niedźwiedzia polarnego (Ursus maritimus), rekina polarnego (Somniosus microcephalus) i orkę oceaniczną (Orcinus orca). Niedźwiedź polarny preferuje inne gatunki fokowatych, takie jak fokowąs brodaty czy lodofoka grenlandzka, ale czasem potrafi upolować kapturniki, które widoczne na lodzie w czasie godów są łatwym łupem, natomiast rekin polarny poluje na młode i okaleczone osobniki, koczując w pobliżu miejsc linienia tych ssaków.

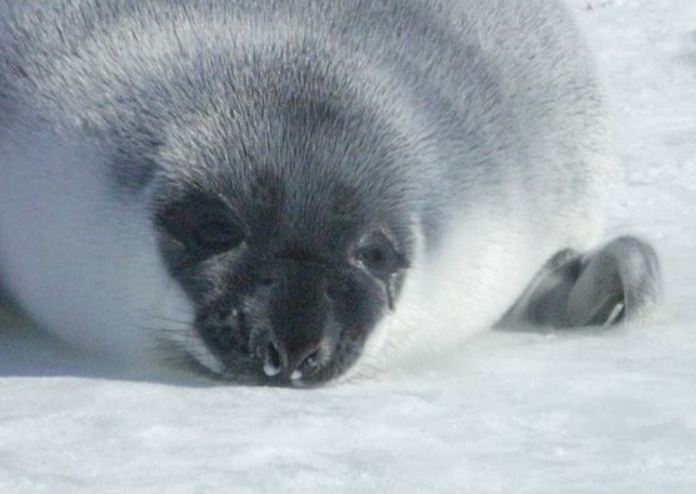
Młody osobnik

O ile młode pozostają wolne od pasożytów, o tyle osobniki nie odżywiające się mlekiem są podatne na ich ataki. Znanym pasożytem tego zwierzęcia jest nicień Dipetalonema spirocauda. Powoduje on śmierć kapturników morskich i skraca ogólną długość ich życia. Zaś u osobników hodowanych w niewoli śmierć spowodowały choroby zębów i gruźlica, a jeden okaz zmarł wskutek sepsy wywołanej zapaleniem płuc.
Sezon rozrodczy trwa od kwietnia do czerwca. Samice zdolne są do rozrodu w wieku od 2 do 9 lat. Średnio w wieku 5 lat rodzą swoje pierwsze młode; samce są dojrzałe płciowo w wieku od 4 do 6 lat, ale zaczynają się rozmnażać znacznie później. Występuje poligynia, chociaż dawniej sugerowano monogamię. Na czas godów samice spoczywają na lodzie w grupach, z przerwami 50 m. Jednocześnie osobniki płci żeńskiej są strzeżone przez jednego bądź dwa samce. Toczą one zacięte walki, w czasie których mogą zadawać sobie rany. Parzenie się następuje w wodzie. Ciąża trwa 240–250 dni; w czasie niej płód przebywający w macicy całkowicie pozbywa się lanuga. Nie stwierdzono w przypadku tego gatunku ciąży bliźniaczej. Młode rodzi się w okresie wiosny, kiedy to lód pakowy już zaczyna się kruszyć. Rozsiane trójkąty samców, samic i młodych określane są jako rodziny. Samce czuwają nad młodym i jego matką, po czym ponownie mogą się połączyć w pary z samicą, o ile ich zaloty zostaną zaakceptowane. Okres karmienia u tego gatunku trwa najkrócej spośród wszystkich ssaków – część źródeł podaje, że tylko 4 dni, część mówi o przedziale od 5 do 12 dni. Mleko tego płetwonogiego jest bardzo odżywcze, zawierając od 40 do 65% tłuszczu (inne publikacje mówią o 60–70%), co pozwala zwiększyć masę dwukrotnie przez potomka w krótkim czasie okresu karmienia. Młodziki stają się niezależne i pozostawione same sobie natychmiast po odsadzeniu.

## Status i zagrożenia

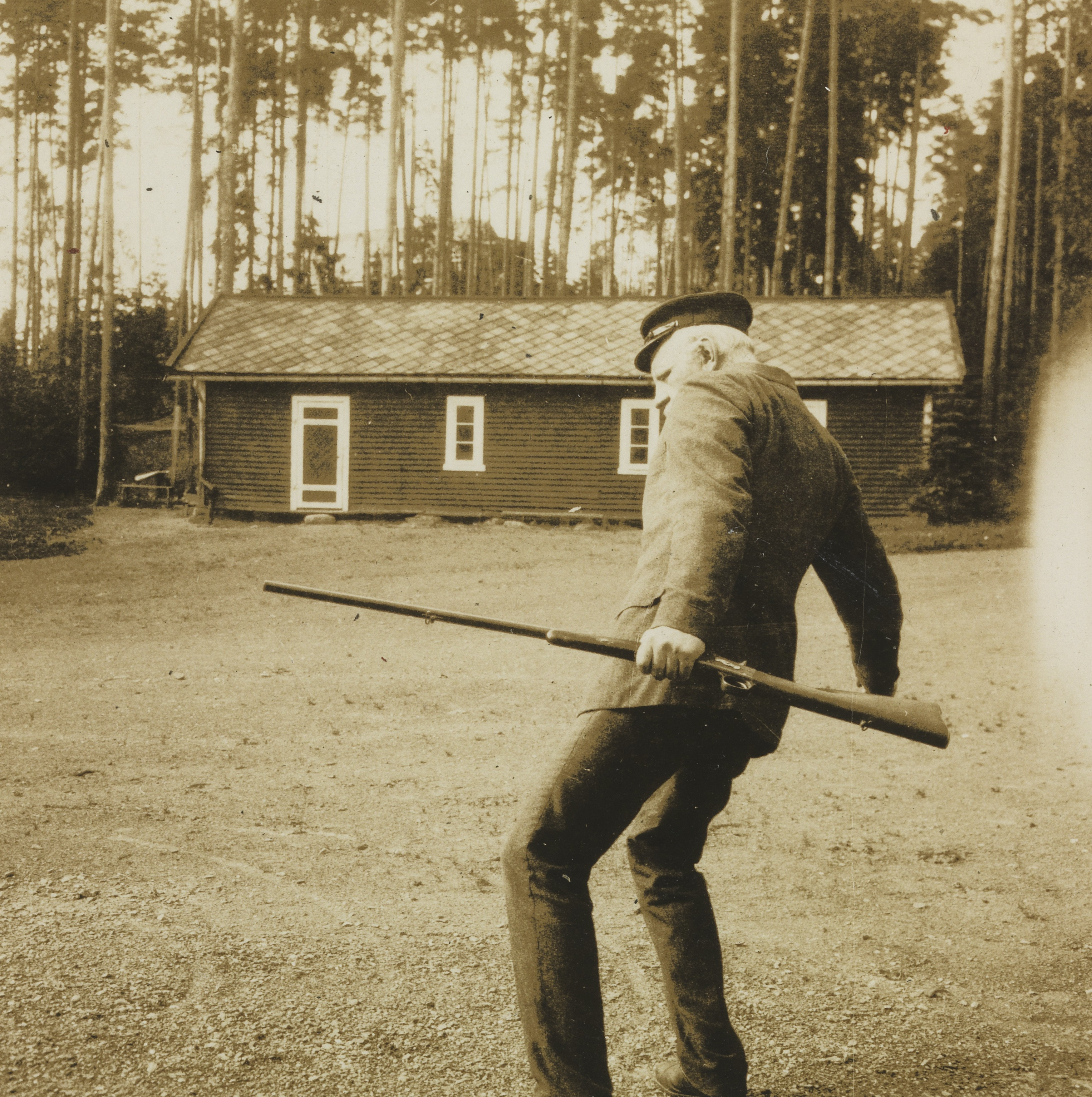
Fridtjof Nansen pozorujący pozycję defensywną podczas ataku na kapturnika. Ilustracja została wykorzystana w jego książce.

W Czerwonej księdze gatunków zagrożonych Międzynarodowej Unii Ochrony Przyrody i Jej Zasobów (IUCN) gatunek został zaliczony do kategorii VU (ang. vulnerable „gatunek narażony”). Liczebność dorosłych osobników jest trudna do oszacowania, ale IUCN mówi o 340 000 osobników. Określana jest jako względnie duża. Wprawdzie przeprowadzono spisy kapturników na północnym Atlantyku i w okolicach West Ice, ale w związku z tym, że nie zbadano populacji z okolic Grenlandii i Kanady, oszacowane 675 000 nie może być uznawane wedle tej bazy danych za wiarygodny wynik. Przeprowadzano również zliczenia młodych u wód kanadyjskich, które wykazały wzrost populacji; populacja zwiększyła się w latach 80. i 90. XX wieku, ale tempo jej wzrostu zaczęło maleć, a od 2005 roku przestano podejmować się tam jakichkolwiek badań. Trend całkowitej populacji pozostaje nieznany, lecz uznaje się, że liczba osobników z populacji spada.
Jednym z zagrożeń dla kapturnika morskiego jest działalność człowieka. Ludzie od czasów prehistorycznych polowali na arktyczne płetwonogie, w tym kapturniki, na terenach West Ice praktykuje się to od wieków. Obecnie na C. cristata polują rodzimi ludzie z terenów Grenlandii w celu pozyskania mięsa dla siebie oraz psów, a także dla skór. W XIX i XX wieku polowano na niego komercyjnie; połowy często były łączone z polowaniami na lodofoki grenlandzkie oraz rekiny polarne – na terenach Norwegii, Związku Socjalistycznych Republik Radzieckich (dokładnie Rosji), Kanady i Grenlandii brano udział w polowaniach. Dawniej, m.in. w czasie II wojny światowej, prowadzono komercyjne polowania w celu pozyskania cennego futra młodych, określanego jako luksusowe, oraz tranu. Często razem z młodymi ginęły samice, które broniły swojego potomstwa, jednak w końcu zabroniono zabijać matek. Po wojnie liczba polowań wzrosła do poziomu populacji, kiedy to powinna uznana zostać za zagrożoną, toteż w 1958 roku wprowadzono ograniczenia połowu. Obecnie foki te poławia się u wód Grenlandii w liczbie kilku tysięcy na rok, co uznawane jest za odpowiedni poziom. Wprowadzono też zakazy polowań, m.in. na terenie Zatoki Św. Wawrzyńca, zabroniono również importowania produktów wykonanych z tych zwierząt.
Co roku nieznana liczba osobników ginie w sieciach rybackich. Przyłów stwierdza się w przybrzeżnych sieciach u wód USA, we włokach u wybrzeży Norwegii i Nowej Fundlandii oraz w grenlandzkich pławnicach przeznaczonych do połowu łososi. Konkurencja o pokarm z innymi drapieżnikami i z komercyjnymi połowami może ograniczyć wzrost populacji i jej spadek. Liczebność populacji karmazynów wskutek nadmiernej eksploatacji zasobów ich populacji jest także czynnikiem zmniejszającym populację kapturników, zważając na fakt, że karmazyny pozostają jedną z ulubionych ofiar tego płetwonogiego; w wodach Mórz Norweskiego i Barentsa zakazane są połowy poszczególnych gatunków ryb (tj. karmazynów) i młodych osobników w celu rekonwalescencji populacji.
Wiadomo, że gatunek jest podatny na zakażenia wirusem odry (Morbillivirus), ale populacja najprawdopodobniej nie ucierpiała wskutek epizootii wirusa foczej nosówki (PDV – Phocine distemper virus) obecnej w latach 1998–2002, tak jak było to w przypadku foki pospolitej.